# Air Scotland
Air Scotland – brytyjska linia lotnicza z siedzibą w Glasgow, w Szkocji.